# フラウィウス・ウァレリウス・セウェルス
フラウィウス・ウァレリウス・セウェルス（ラテン語: Flavius Valerius Severus、? - 307年9月16日）は、ローマ帝国の西の皇帝（在位：306年 - 307年）。

## 生涯
イリュリクム出身の軍人だったが、彼に近いガレリウス帝がマクシミアヌス帝に推挙したことにより、305年にローマ帝国の西の副帝となった。セウェルスは属州出身ながら、ノーメン（氏族名）から分かるように、古代ローマの有力氏族の1つウァレリウス氏族の血を引いていた。ローマ帝国の西方領土を共同統治する西の正帝はコンスタンティウス・クロルスであった。
306年にコンスタンティウス・クロルスが死去すると、その息子コンスタンティヌスが自身の軍団に推されて正帝となると宣言したが、ガレリウス帝の推挙によりセウェルスが正帝となった。
続いて、引退したマクシミアヌスの息子マクセンティウスがローマで反乱を起こし、ガレリウス帝はその鎮圧にセウェルス帝を向かわせた。セウェルスは、以前はマクシミアヌス帝に仕えていた軍団を引き連れて、首都メディオラヌム（現ミラノ）からローマに向かった。マクセンティウスはセウェルスが来るのに脅えて、父の助けを借りることにし、マクシミアヌスを共同皇帝として正帝に復帰させた。このため、セウェルスの軍団がローマに到着して城壁を取り囲んだときに、軍団はセウェルスの元を離れて再びマクシミアヌス配下に加わった。セウェルス帝は難攻不落のラヴェンナに逃走したが、マクシミアヌスが身体の安全を保障したことを受けて降伏し、ローマ近くのトレス・タベルナエ（en: Tres Tabernae）に幽閉されることになった。
ガレリウス帝はマクシミアヌスと息子マクセンティウスを鎮圧するため、307年に自身で兵を引き連れてイタリアに侵攻した。この時セウェルスは処刑された。別の史料ではラヴェンナで処刑されたとされる。息子フラウィウス・セウェリアヌスによりセウェルス家は残る事となった。